# Minarette vom Tempelberg
Die vier Minarette auf dem Jerusalemer Tempelberg gehören zur al-Aqsa-Moschee:
- Al-Fakhariyya-Minarett, an der südwestlichen Seite des Tempelberggeländes, erbaut 1278 im Auftrag des Sultans Ladschin, restauriert 1922, benannt nach Fachr ad-Din al-Chalili, dem Vater des Erbauers des Minaretts.[2]

- Ghawanima-Minarett, an der nordwestlichen Seite des Areals, erbaut 1297 ebenfalls im Auftrag des Sultans Ladschin, restauriert 1329 und nochmals 1927, gehört mit 37 m Höhe zu den höchsten Bauten der Altstadt.[2][3]

- Bab-al-Silsila-Minarett (etwa: „Kettentor-Minarett“), befindet sich an der westlichen Seite des Tempelbergs und wurde 1392 im syrischen Stil an der Stelle eines älteren Minaretts erbaut; das Minarett erhielt im 19. Jahrhundert einen neuen Oberteil, nachdem ein Erdbeben es beschädigt hatte.[2][4]

- Al-Asbat-Minarett (auch Minarett Israel oder Minaret of the Tribes genannt), an der östlichen Nordwand des Areals, erbaut 1367, wurde nach dem Erdbeben von Jericho 1927 im oberen Teil rekonstruiert.[2][5]

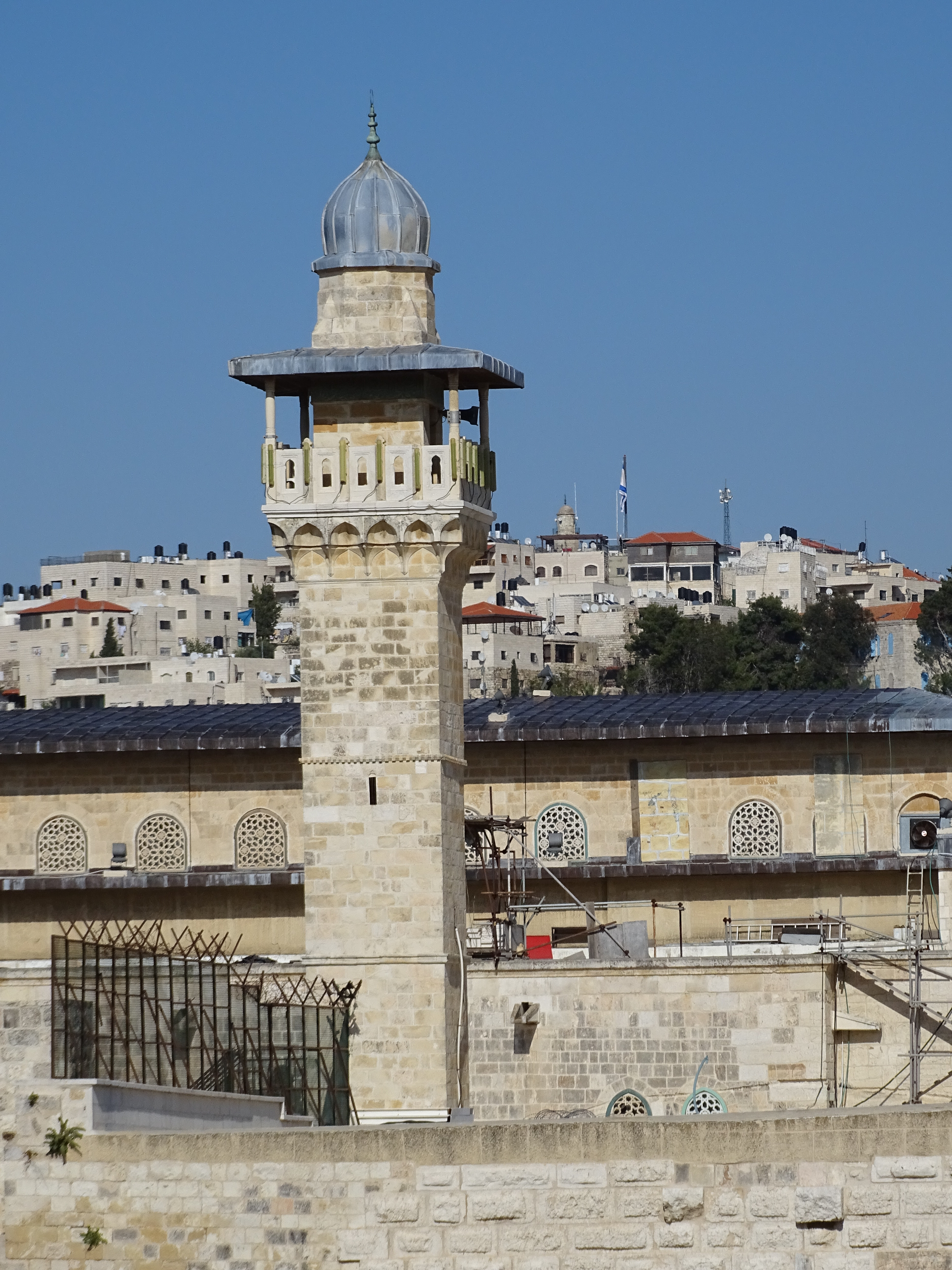
Al-Fakhariyya-Minarett
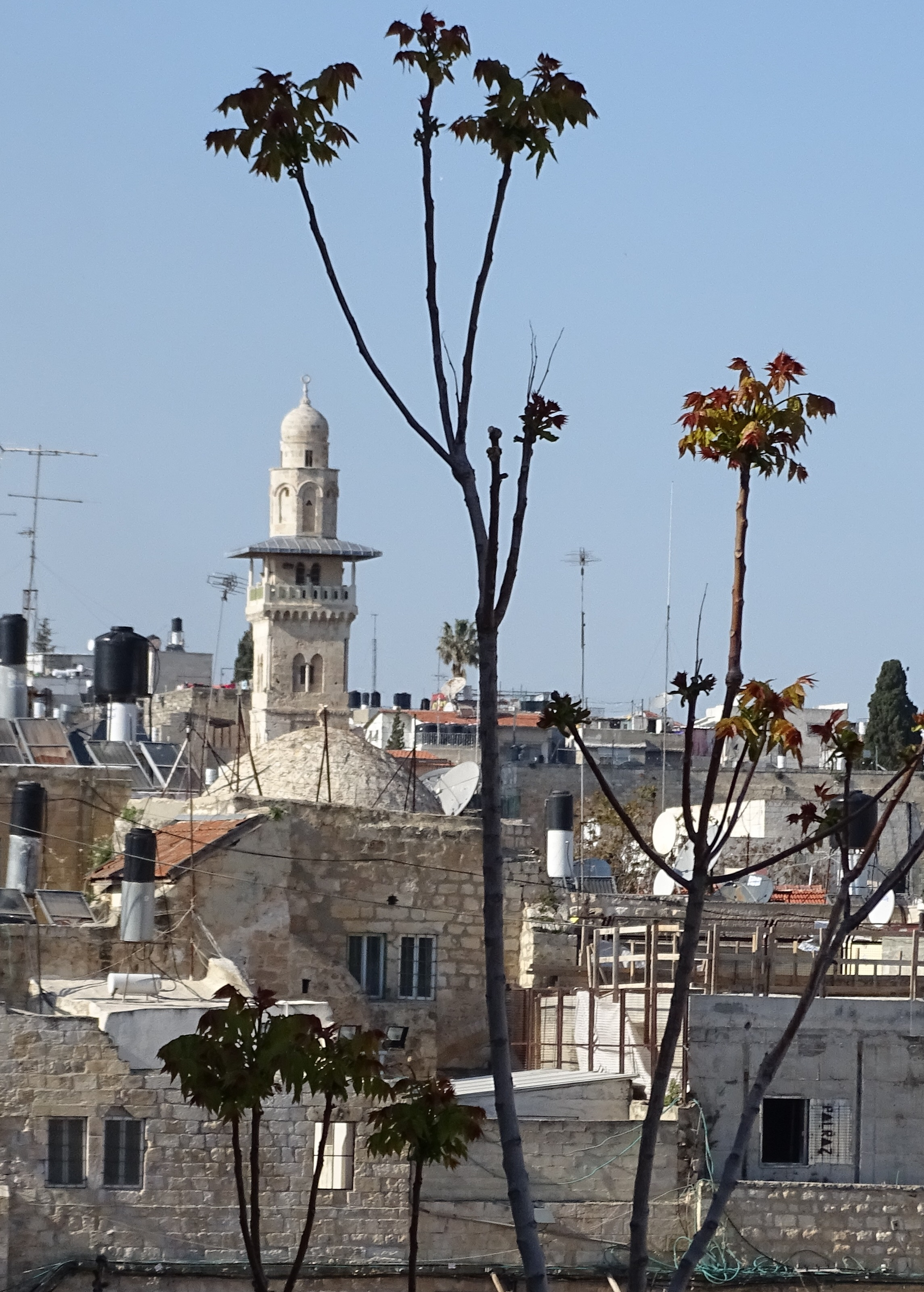
Ghawanima-Minarett
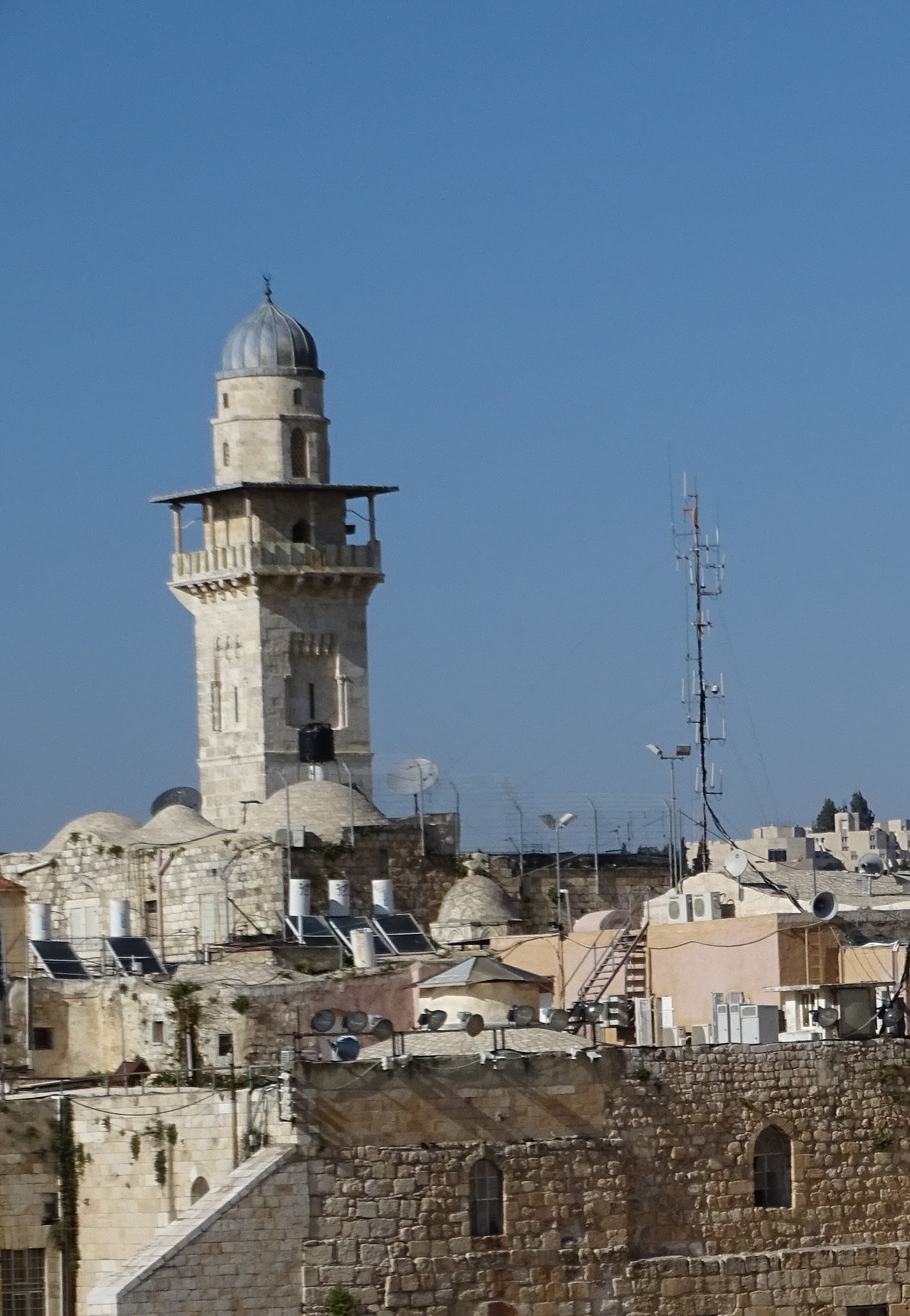
Bab-al-Silsila-Minarett
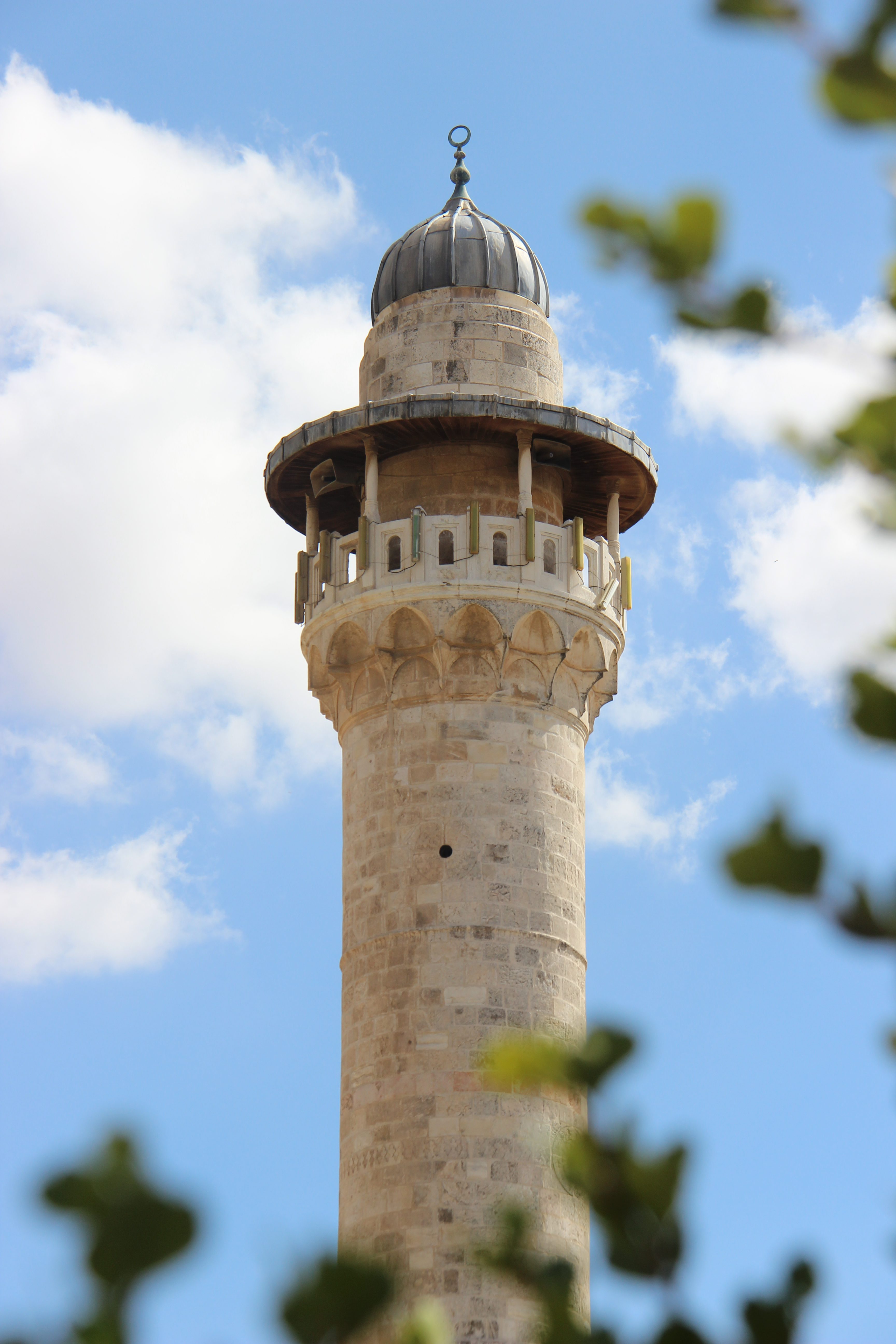
al-Asbat-Minarett

An der Ostseite des Tempelbergs befindet sich bislang kein Minarett. 2006 wurde jedoch bekannt, dass die israelischen Behörden das Vorhaben des Königs von Jordanien, Abdullah II. bin al-Hussein, zum Bau eines neuen Minaretts östlich der Moschee genehmigten.